# Winter Light (Linda Ronstadt)
Winter Light è un album della cantante statunitense Linda Ronstadt, pubblicato dall'etichetta discografica Elektra e distribuito dalla Warner nel 1993.
L'album è prodotto da George Massenburg e la stessa artista.
Dal disco vengono tratti 4 singoli tra il 1993 e l'anno seguente.

## Tracce
1. Heartbeats Accelerating
2. Do What You Gotta Do
3. Anyone Who Had a Heart
4. Don't Talk (Put Your Head on My Shoulder)
5. Oh No Not My Baby
6. It's Too Soon to Know
7. I Just Don't Know What to Do with Myself
8. A River for Him
9. Adónde Voy
10. You Can't Treat the Wrong Man Right
11. Winter Light